# Rally Shalymar de 2008
El Rally Shalymar de 2008, oficialmente 18.º Rally Race Shalymar - Madrid, fue la decimoctava edición y la undécima ronda de la temporada 2008 del Campeonato de España de Rally. Fue también puntuable para la Beca RMC, la Challenge Clio R3, el Desafío Peugeot, la Mitsubishi Evo Cup, la Nissan 350Z y la Copa Suzuki Swift. Se celebró del 21 al 22 de noviembre y contó con un itinerario de trece tramos que sumaban un total de 165 km cronometrados.
Tanto Sergio Vallejo como Enrique García Ojeda llegaron a la última prueba del año con opciones de proclamarse campeones de España. En el caso del primero contaba con la ayuda su compañero de equipo Xavier Pons para bloquear posiciones pero este sufrió un trompo en el décimo tramo que le impidió subir al podio y fue cuarto finalmente. Aunque Vallejo consiguió la victoria Ojeda logró la segunda posición y se adjudicó el título nacional por primera vez en su carrera. El podio lo completó Armide Martín con un Ferrari 360 Rally.

## Itinerario
| Día   | Tramo | Nombre                   | Distancia | Ganador      | Tiempo    |
| ----- | ----- | ------------------------ | --------- | ------------ | --------- |
| Día 1 | TC1   | Puerto de Canencia 1     | 11.39 km  | Bandera de ? |           |
| Día 1 | TC2   | La Hiruela               | 17.68 km  | Bandera de ? |           |
| Día 1 | TC3   | La Puebla-Robledillo 1   | 17.44 km  | Bandera de ? |           |
| Día 1 | TC4   | Puerto de La Morcuera 1  | 14.45 km  | Bandera de ? |           |
| Día 1 | TC5   | Puerto de Navafría 1     | 14.84 km  | Bandera de ? |           |
| Día 1 | TC6   | La Cabrera-Torrelaguna 1 | 5.05 km   | Bandera de ? |           |
| Día 1 | TC7   | Puerto de La Morcuera 2  | 14.45 km  | Bandera de ? |           |
| Día 1 | TC8   | Puerto de Navafría 2     | 14.84 km  | Bandera de ? |           |
| Día 1 | TC9   | La Cabrera-Torrelaguna 2 | 5.05 km   | Cancelado    | Cancelado |
| Día 1 | TC10  | Circuito del Jarama 1    | 10.92 km  | Bandera de ? |           |
| Día 1 | TC11  | Puerto de Canencia 2     | 11.39 km  | Bandera de ? |           |
| Día 1 | TC12  | La Puebla-Robledillo 2   | 17.44 km  | Bandera de ? |           |
| Día 1 | TC13  | Circuito del Jarama 2    | 10.92 km  | Bandera de ? |           |

## Puerto de Canencia 1Clasificación final
| Pos. | Piloto               | Copiloto          | Automóvil                | Tiempo    | Diferencia |
| ---- | -------------------- | ----------------- | ------------------------ | --------- | ---------- |
| 1.   | Sergio Vallejo       | Diego Vallejo     | Porsche 997 GT3 RS 3.6   | 1:29:50.1 | 0.0        |
| 2.   | Enrique García Ojeda | Jordi Barrabés    | Peugeot 207 S2000        | 1:31:11.6 | +1:21.5    |
| 3.   | Armide Martín        | Carlos del Barrio | Ferrari 360 Rally        | 1:32:57.5 | +3:07.4    |
| 4.   | Xavier Pons          | Álex Haro         | Porsche 997 GT3 RS 3.6   | 1:33:20.3 | +3:30.2    |
| 5.   | Txus Jaio            | Igor Izguirre     | Ferrari 360 Rally        | 1:34:19.4 | +4:29.3    |
| 6.   | Dani Solà            | Óscar Sánchez     | Mitsubishi Lancer Evo X  | 1:35:28.0 | +5:37.9    |
| 7.   | Eloy Entrecanales    | Borja Odriozola   | Porsche 997 GT3 RS 3.6   | 1:35:44.3 | +5:54.2    |
| 8.   | Fran Cima            | Pablo González    | Renault Clio R3          | 1:39:08.0 | +9:17.9    |
| 9.   | Rubén Gracia         | Diego Sanjuan     | Nissan 350Z              | 1:39:10.1 | +9:20.0    |
| 10.  | Álvaro Muñiz         | César F. Blanco   | Mitsubishi Lancer Evo IX | 1:41:16.0 | +11:25.9   |